# Vrh (Loška dolina, Slovenija)
Vrh je naselje u slovenskoj Općini Loškoj dolini. Nalazi se u pokrajini Notranjskoj i statističkoj regiji Notranjsko-kraškoj, 33 km jugoistočno od Postojne i 8 km sjeverozapadno od granice s Hrvatskom.
Mjesna crkva posvećena je Tomi Apostolu i pripada župi Stari trg.

## Stanovništvo
Prema popisu stanovništva iz 2002. godine naselje je imalo 36 stanovnika.